# Guaramirim (ort)
Guaramirim är en ort i Brasilien.   Den ligger i kommunen Guaramirim och delstaten Santa Catarina, i den södra delen av landet, 1 200 km söder om huvudstaden Brasília. Guaramirim ligger 34 meter över havet och antalet invånare är 21 422.
Terrängen runt Guaramirim är kuperad åt nordväst, men åt sydost är den platt. Runt Guaramirim är det ganska glesbefolkat, med 43 invånare per kvadratkilometer.. Närmaste större samhälle är Jaraguá do Sul, 6,5 km väster om Guaramirim.
I omgivningarna runt Guaramirim växer i huvudsak städsegrön lövskog.